# Кастело ди Брианца
Кастѐло ди Бриа̀нца (на италиански: Castello di Brianza, на западноломбардски: Castèl, Кастел) е община в Северна Италия, провинция Леко, регион Ломбардия. Разположена е на 394 m надморска височина. Населението на общината е 2568 души (към 2014 г.).
Административен център на общината е село Колоня (Cologna).